# Sint-Jacobskerk (Roskilde)
De Sint-Jacobskerk (Deens: Sankt Ibs Kirke) is een romaans kerkgebouw in de gemeente Roskilde op het Deense eiland Seeland. De kerk maakt deel uit van de parochie Sankt Jørgensbjerg en was vroeger rijkelijk versierd met fresco's.

## Geschiedenis en architectuur
De kerk is gelegen op een kleine heuvel tussen de Roskildefjord en het oude centrum van de stad. In de jaren 80 en 90 van de 20e eeuw bleek uit archeologische opgravingen dat hier oorspronkelijk een houten kerk heeft gestaan. Het is onduidelijk wanneer deze werd gebouwd, maar zij stond er zeker al in de 11e eeuw. Tussen 1100 en 1150 werd de houten kerk gesloopt en vervangen door het huidige romaanse stenen gebouw. Het werd gebouwd van travertijn en bestond toen alleen maar uit een schip en een koor, met een lengte van 22 meter. In de 13e eeuw werden er zes smalle ramen toegevoegd, evenals een toren en een portiek. Het oorspronkelijk vlakke plafond werden vervangen door gewelven.
De Sint-Jacobskerk was een parochiekerk tot 1808, toen de kerkgemeente verhuisde naar de Sint-Jørgenbjergkerk. Gedurende de napoleontische oorlogen werd het gebouw gebruikt als ziekenhuis voor Spaanse soldaten. In 1815 werd de kerk aan een handelaar verkocht, die alles sloopte behalve het schip, dat hij gebruikte als opslagruimte. Het bisdom Seeland kocht het gebouw terug in 1884 en restaureerde het in 1922. Thans heeft de kerk, die niet langer in gebruik is, weer een plat houten plafond. Het middeleeuwse deel van de kerk werd in 1987 beschermd als erfgoed.

## Interieur
In de tweede helft van de 19e eeuw ontdekte de archeoloog Jacob Kornerup overblijfselen van fresco's uit de 13e eeuw. De kerk was oorspronkelijk overvloedig gedecoreerd met muurschilderingen, maar daar zijn alleen nog maar een paar sporen van over op de achterwand.
Het meubilair van de kerk is verwijderd tijdens de periode dat het gebouw dienstdeed als hospitaal. Alleen de romaanse granieten doopvont blijft over.